# 伊莉莎白·斯科特 (數學家)
伊莉莎白·倫納德·斯科特（英語：Elizabeth Leonard Scott，1917年11月23日—1988年12月20日）是一名美國數學家，專攻統計學。
斯科特出生於奧克拉荷馬州錫爾堡。她4歲時，全家搬到加利福尼亞州柏克萊。她進入加州大學柏克萊分校學習天文學。1949年，她獲得天文學博士學位，並於1951年獲得加州大學柏克萊分校數學系的長期職位。
她撰寫了30多篇關於天文學的論文和30多篇關於天氣變化研究分析的論文，在這些領域納入並擴大了統計分析的應用。她也利用統計學促進女學者的平等機會和同工同酬。
1957年，斯科特注意到了星系團觀測中的一個偏差。她注意到，要讓觀測者發現一個非常遙遠的星系團，其中必須包含比正常亮度更高的星系，也必須包含大量的星系。她提出了一個修正公式來調整（後來被稱為）斯科特效應。
斯科特是國際數理統計學會會士。統計學會主席委員會為表彰她「為女性創造統計機會」而設立伊麗莎白·L·斯科特獎。